# Fernand Braudel
Fernand Braudel (n. 24 august 1902, Luméville⁠(d), Lorraine⁠(d), Franța – d. 27 noiembrie 1985, Cluses, Rhône-Alpes, Franța) a fost un istoric francez. A aparținut curentului cunoscut drept Școala Analelor.

## Biografie

### Copilărie, educație și influențe
Fernand Braudel s-a născut la 24 august 1902 la Luméville-en-Ornois (astăzi parte a comunei Gondrecourt-le-Château), la aproximativ patruzeci de kilometri sud de Bar-le-Duc, în departamentul Meuse, în Lorena . Tatăl, Charles-Hilaire Braudel, era profesor în Île de France.  Ascendența pe partea mamei a ținut-o ascunsă multă vreme: bunicii săi materni au fost foști comuniarzi, despre care păstrează o anumită rezervă.
Își petrece copilăria la bunica sa, în Luméville-en-Ornois. Din acest sat de dinaintea revoluției industriale și din această copilărie petrecută la țară, păstrează pînă la sfîrșitul vieții o amintire emoționantă, spunând despre sine că este „de sorginte țăran”
În 1909, se alătură tatălui său pentru a urma școala la Paris. Între 1913 și 1920 este elev la liceul Voltaire.
Cum Moselle și Alsacia aparțineau atunci Germaniei, Fernand Braudel crește într-o atmosferă naționalistă. Cînd izbucnește Primul Război Mondial, Braudel are vîrsta de 12 ani și trăiește anii războiului într-un patriotism exaltat (va spune mai tîrziu: „Aveam Franța în spate, eram sprijiniți de Franța”).
Are rezultate bune la liceul Voltaire. Inițial intenționa să urmeze medicina, dar planurile îi sunt zădărnicite de tatăl său. În 1920, se confruntă cu incertitudinea în privința carierei sale. Își dorește atunci să devină profesor la liceul din Bar-le-Duc.
Urmează studii superioare la Sorbona. Acolo îl întîlnește pe mentorul său, pe care îl consideră „cel care i-a trezit interesul pentru istorie”, Henri Hauser. Obține agregarea (echivalentul titularizării în Franța - un concurs național de recrutare care permite accesul la carieră didactică în licee sau la universitate, după o perioadă de stagiu) în 1923, dar nu urmează un parcurs „clasic” de „khâgne” (sau classes préparatoires littéraires - un program post-bacalaureat de doi ani, concentrat pe disciplinele socio-umane) . Lucrarea sa de diplomă (Diplôme d’Études Supérieures – D.E.S.), redactată în 1921-1922, are ca temă Bar-le-Duc în timpul Revoluției Franceze, încercând deja explicații ale comportamentelor și o deschidere spre istoria generală – trăsături tipic „braudeliene”. După obținerea agregării, este numit profesor la liceul din Constantine, în Algeria, în 1923.
Deși coordonatorul lucrării sale de diplomă era Alphonse Aulard, unul dintre primii marxiști francezi și unul dintre cei care l-au introdus pe Karl Marx în Franța, influența dominantă asupra lui Fernand Braudel a fost știința geografică franceză. Aceasta era, în anii 1920, o știință de avangardă, iar cercetătorii săi (Eduard Suess, Emmanuel de Margerie și mai ales Paul Vidal de La Blache) realizau progrese esențiale (Charles Lyell explică lunga durată a timpului geologic, Alfred Wegener formulează teoria derivei continentale).
Cum știința istorică era blocată în pozitivismul lui Charles Seignobos și Charles-Victor Langlois, geografia – aflată în avangarda științelor umane – imprimă o influență durabilă asupra spiritului lui Braudel. Geografia se află, de altfel, la originea celor trei opere majore ale sale: Marea Mediterană și lumea mediteraneană în epoca lui Filip al II-lea, Civilizație materială, economie și capitalism, și Identitatea Franței.
În fine, cealaltă mare întâlnire intelectuală are loc în 1924: citește Pământul și evoluția umană de Lucien Febvre (apărută în 1922), viitorul fondator al revistei Annales d'histoire économique et sociale (la originea Școlii Annales), care va juca un rol considerabil în viața sa. Pentru a exprima această poziție originală, Braudel inventează termenul de geohistoire (geografie-istorie).”
Moștenitorul lui Lucien Febvre, Braudel a știut cel mai bine să fructifice patrimoniul intelectual și instituțional al Annales, dându-le o dimensiune internațională. Fiul unui învățător din Lorena, celebrul istoric de mai târziu invoca, de câte ori avea posibilitatea, anii de formare în satul său natal, unde învățătorii săi povesteau “istoria Franței ca și când ar celebra o slujbă religioasă”. Perioada sa de formare intelectuală a fost tumultoasă: renunță la studiile de medicină, reușește să își dea licența în istorie la vârsta de 20 de ani, în bună parte datorită unei memorii excelente, este profesor în Algeria, 8 ani, timp în care își gândește teza de doctorat ca o lucrare evenimențială despre politica mediteraneană a lui Filip al II-lea. În 1932 se reîntoarce în Franța unde predă în diferite licee, iar în 1935 acceptă să plece să predea pentru trei ani la Universitatea Sao Paulo din Brazilia, un sejur ce se va dovedi decisiv pentru concepția sa asupra istoriei. În 1938 este numit profesor la École Pratique des Hautes Études, la Paris, dar cariera ce se prefigura îi este întreruptă de război. Înrolat fiind, el este repede luat prizonier și dus în lagărul de la Lübeck unde începe să își redacteze teza de doctorat pe caiete de școală. Teza despre Mediterana și lumea ei, în vremea lui Filip al II-lea va fi susținută în 1947. În același an devine co-director alături de Febvre la revista Annales, în 1949 profesor la cea mai prestigioasă instituție a Franței, Collège de France, între 1956-1972 director la École Pratique des Hautes Études, director la École des Hautes Études en Sciences Sociales și în 1984 membru al Academiei franceze. Fernand Braudel a creat un “imperiu” prin temperamentul său, prin spiritul de organizare, prin gustul pentru putere. A avut un fler extraordinar în a alege colaboratorii, de cele mai multe ori cercetători talentați din cele patru colțuri ale lumii. Astăzi funcționează în întreaga lume centre de cercetare ce îi poartă numele ca omagiu adus strălucitului istoric și metodelor de lucru propuse la școala pe care a reprezentat-o.

## Lucrări remarcabile
Fernand Braudel este prin lucrarea Mediterana și lumea mediteraneană în timpul lui Filip al II-lea artizanul conceptului de timpi istorici. În timpii istorici, durata lungă- timpul cvasi-imobil pe care îl analizează a deschis perspective metodologice pentru mulți cercetători. De la cartea lui Braudel conceptul de durată lungă a devenit un topos în studiile de istorie. În 1979 este publicată a doua sa sinteză, Civilisation matérielle, économie et capitalisme (XV-XVIII siècles), în care autorul abordează problema progresului civilizațiilor descriind la scară europeană și apoi mondială lenta ascensiune a capitalismului începând cu „structurile cotidianului”, apoi cu „jocurile schimbului” și în fine cu „timpul lumii”. Toate studiile metodologice ale lui F. Braudel sunt cuprinse în lucrarea Ecrits sur l’Histoire.